# جون لايت نابير
جون لايت نابير (بالإنجليزية: John Light Napier)‏ هو محامي وقاضي وسياسي أمريكي، ولد في 16 مايو 1947 في الولايات المتحدة. حزبياً، نشط في الحزب الجمهوري. وقد انتخب عضو مجلس النواب الأمريكي.